# تاريخ اليهود في غزة

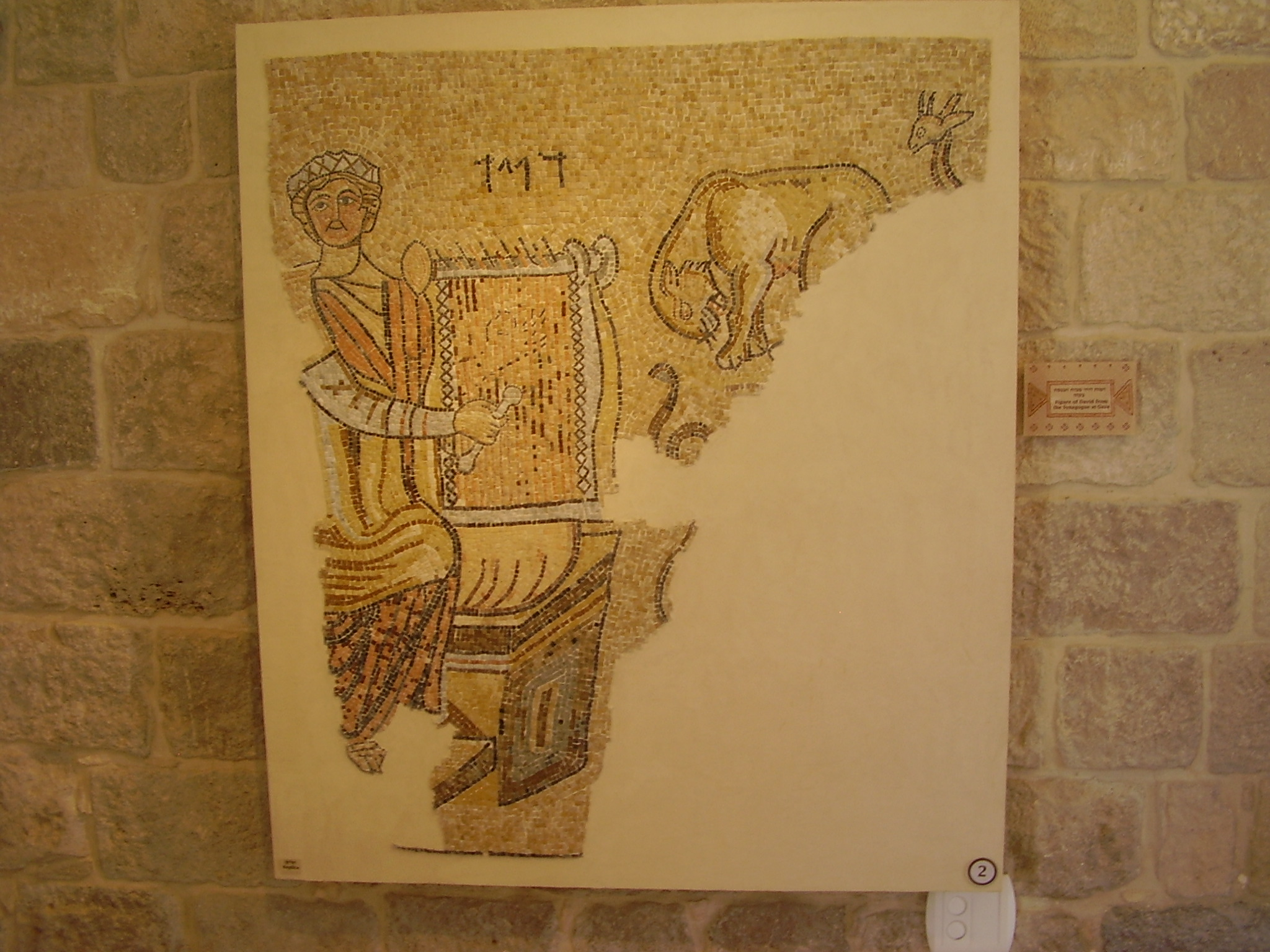
داود في هيئة أورفيوس داخل كنيس غزة القديم

امتد تاريخ اليهود في غزة بشكل متقطع منذ القرن الثاني قبل الميلاد حتى أحداث ثورة البراق عام 1929 في فلسطين وحرب 1948 العربية–الإسرائيلية. وقد أنجبت الجماعة اليهودية في المدينة حاخامات وشخصيات بارزة عبر تاريخها.[بحاجة لمصدر] وقد تميز الوجود اليهودي في غزة بفترات من التعايش، والتحديات الاقتصادية، وأحيانًا التوترات مع مجتمعات أخرى.
خلال العصور الوسطى، ولحوالي ثلاثة قرون، كانت غزة موطنًا لجالية يهودية مزدهرة، حتى دمر الصليبيون المدينة في القرن الثاني عشر مع المدن المجاورة. وفي العهد العثماني، أصبحت غزة مركزًا لليهودية الصوفية في القرن السابع عشر تحت قيادة ناثان الغزي، ومهدًا لأكبر حركة مسيانية يهودية حديثة. وقد شكّلت أحداث حرب 1948 نقطة تحول كبيرة، أدت إلى إجلاء السكان اليهود من غزة. أما المستوطنات اليهودية التي أُنشئت في قطاع غزة بعد حرب 1967، والتي تم إخلاؤها في 2005، فلم تشمل أي وجود يهودي داخل مدينة غزة ذاتها.

## السرد التوراتي
سافر شمشون، آخر قضاة بني إسرائيل [الإنجليزية] المذكورين في سفر القضاة (الفصول 13 إلى 16)، إلى غزة، حيث رأى عاهرة (العبرية: אִשָּׁ֣ה זוֹנָ֔ה) وزارها. وكان أعداؤه يترصدونه عند بوابة المدينة ليفاجئوه، لكنه اقتلع البوابة من مفاصلها وإطارها وحملها إلى "التلة التي أمام الخليل".
لاحقًا، أُلقي القبض عليه من قبل الفلستيون ونُقل إلى مدينة غزة حيث جعلوه يطحن الحبوب في طاحونة. وبعد أن استعاد قوته الجسدية، أُحضر إلى معبد داجون، حيث أسقط الأعمدة، فانهار المعبد على من فيه، فقتل نفسه وجميع الفلستيين الذين كانوا هناك.
آخر ذكر لغزة في العهد القديم كان في عهد الملك حزقيا، حيث هاجم غزة ونقاطها العسكرية (سفر الملوك الثاني 18:1-8)، لكنه لم يتمكن من الاستيلاء على المدينة.

### العصر الهلنستي والعصر الروماني
كانت مدينة غزة، الواقعة على ساحل البحر الأبيض المتوسط، جزءًا من الإمبراطورية السلوقية خلال العصر الهلنستي، ثم خضعت لاحقًا لحكم الإمبراطورية الرومانية. خلال العصر الهلنستي، الذي بدأ مع فتوحات الإسكندر الأكبر في أواخر القرن الرابع قبل الميلاد، وُجدت جالية يهودية كبيرة في يهودا المجاورة، كما وُجدت جماعات يهودية في مناطق أخرى من المنطقة. تميزت هذه الفترة بتأثير الثقافة الهلنستية والتفاعل بين المجموعات العرقية والدينية المختلفة. وقد تم لأول مرة ذكر وجود جماعة يهودية في غزة خلال هذه الفترة.

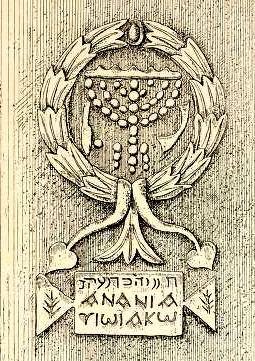
نقش لمنورة يهودية على عمود داخل الجامع الكبير في غزة

في عام 145 ق.م، حاصر القائد اليهودي من الأسرة الحشمونية يوناثان المكابي غزة أثناء خدمته في جيش الملك السلوقي أنطيوخوس السادس ديونيسوس. وقد أحرق الحقول، واستسلم له سكان المدينة. وظلت غزة على عدائها للحشمونيين حتى دمرها الملك ألكسندر يناي عام 96 ق.م. وقد أعاد بناء غزة القائد الروماني بومبيوس الكبير، ومنحها لاحقًا إلى هيرودس الكبير بعد ثلاثين عامًا.
خلال الفترة الرومانية، استمرت غزة في الازدهار، وتلقّت منحًا من عدد من الأباطرة الرومان. وكان يحكمها مجلس من 500 عضو، وكانت آنذاك مدينة متعددة الأعراق، تضم يونانيين، ورومان، ويهود، ومصريين، والفرس، وأنباط. خلال حكم هيرودس الكبير (37–4 ق.م)، كانت غزة تحت سلطته. وبعد وفاته في 4 ق.م، أُلحقت غزة بإقليم سوريا الرومانية.
في عام 66 ميلادية، وخلال المراحل الأولى من الثورة اليهودية الأولى ضد الرومان، هاجم متمردون يهود المدينة، وأحرقوها كجزء من ثورتهم ضد الرومان. قال يوزر يسرائيل:
وعلى أحد الأعمدة في الجامع الكبير في غزة، وُجد نقشٌ باللغتين العبرية واليونانية يقرأ: "حننيا بن يعقوب"، وفوقه نُقشت مينورة، وعلى أحد جانبيها الشوفار، وعلى الجانب الآخر الإتروج [الإنجليزية]. في أواخر القرن التاسع عشر، كان هذا العمود جزءًا من كنيس قديم في قيسارية، وتم نقله إلى المسجد بسبب قيمته الدينية المفترضة، خاصة بعد أن ظهرت كنيسة قيسارية على خريطة مادبا. وقد اعتبر الباحث زياد شحادة أن احتفاظ المسجد بهذا الرمز اليهودي طوال العقود يعبّر عن "التعايش الديني السلمي". وقد تضرر بشدة في فبراير 1987 خلال الانتفاضة الأولى. قال هوبرمان:
وبحسب جميع الآراء الحاخامية، فإن قطاع غزة يدخل ضمن حدود الأرض التي أُمر الداخلون من مصر بفتحها في عهد يوشع بن نون، وقد أُدرج ضمن ميراث سبط يهوذا، كما جاء في النص: "وغزة وضواحيها وقراها حتى نهر مصر وحدود البحر".

## الفترة البيزنطية
في أواخر عهد الإمبراطورية البيزنطية، كانت غزة مركزًا يهوديًا مهمًا في جنوب فلسطين. أصبحت غزة، إلى جانب طبريا، موقعًا بديلًا للحج اليهودي عندما تم منع اليهود من دخول القدس. وبحسب مصدر قرائي، فإنه خلال هذه الفترة، "قبل الفتح العربي لأرض إسرائيل، لم يكن بإمكانهم الوصول إلى القدس، فجاؤوا من أنحاء الأرض إلى طبريا وغزة رغبةً في الهيكل". واستمر هذا الاستيطان حتى نهاية العصر البيزنطي، كما ورد في أحد السجلات السريانية أن العرب غزوا غزة ومحيطها (في فبراير 634، بعد حصار ضواحي المدينة، ثم دخولها في يوليو)، حيث جاء فيه: "قُتل هناك حوالي أربعة آلاف من الفلاحين الفقراء من أرض إسرائيل: مسيحيون، ويهود، والسامريون، وقد دمر العرب الأرض بأكملها".
بالقرب من ميناء غزة، تم اكتشاف بقايا كنيس يهودي قديم يعود إلى حوالي عام 508م خلال العهد البيزنطي. ويُظهر بلاط الفسيفساء في الكنيس حيوانات إفريقية متنوعة، ومداليات، وعند المدخل صورة لشخص يعزف على آلة موسيقية محاطًا بالحيوانات، وكُتب فوقه اسم "داود". أما النقش الرئيسي في وسط الفسيفساء، فكان باليونانية: "نحن مناحم ويشوع، أبناء يسي، تجار الخشب، قدمنا هذه الفسيفساء كعلامة احترام لأقدس مكان، في شهر لووس، سنة 569" (وقد بدأ حساب السنوات اليهودية في غزة منذ طرد غابينيوس [الإنجليزية]). وقد ذُكرت جماعة غزة أيضًا في وثائق جنيزة القاهرة.

## الفترة الإسلامية المبكرة
شهدت منطقة غزة، بما في ذلك مدينة رفح، وجودًا يهوديًا مزدهرًا لمدة تقارب 300 عام خلال القرون الوسطى، وقد وُجدت لاحقًا العديد من المخطوطات والرسائل التي كتبها أفراد من الجماعة في جنيزة القاهرة، ما يدل على وجود يهودي "مزدهر" استمر حتى القرن الثاني عشر حين دمر الصليبيون منطقة غزة. مع صعود الإسلام في القرن السابع، فُتحت غزة على يد جيش الخلافة الراشدة. وتميزت الفتوحات الإسلامية في بلاد الشام بدرجة من التسامح الديني، حيث سُمح لليهود والمسيحيين بممارسة شعائرهم باعتبارهم من أهل الذمة.
أصبحت غزة جزءًا من الدولة الأموية، ثم الدولة العباسية. ولم يقم الفاتحون العرب بطرد اليهود أو المسيحيين من المدينة، واستمر الوجود اليهودي في غزة طوال فترة الحكم الإسلامي حتى منتصف القرن الحادي عشر، حين دُمّرت المدينة. ومن الشخصيات البارزة في هذه الفترة: الحاخام موسى العزاتي (حوالي 800–825م) المُشكّل النِّقْط، والحاخام إفرايم بن شمرية العزاتي، من قادة الجماعة اليهودية في الفسطاط بمصر، وهما أصلا من غزة. وتوجد مراسلات بين حكماء الفسطاط وغزة تتناول نزاعات حول الإرث. ومن بين هذه الرسائل، وثيقة موقعة من 15 قائدًا من غزة، يتصدرهم يشوع بن ناثان "عضو السنهدرين الكبير، ابن الحاخام ناثان، من نسل شبل يهوذا"، ما يشير إلى صلة نسبية مع سبط يهوذا.
وتُشير إحدى المخطوطات التي اكتُشفت في جنيزة القاهرة إلى نزاع بين داود بن دانيال، أحد أعضاء الجالية اليهودية البابلية، وعائلة "الجيؤونيم" حول ما إذا كانت غزة وعسقلان تدخلان ضمن حدود أرض إسرائيل. وهذا النزاع يُثبت وجود جماعة يهودية في غزة آنذاك.
وتوجد بعض الشكوك حول وجود مستوطنات يهودية صغيرة حول غزة في أوائل الألفية الثانية. فبحسب شمؤيل آساس، فإن يهودًا متفرقين حول غزة اضطروا للانتقال إلى داخل المدينة. لكن بنيامين زئيف كدار يرى أن هذا الافتراض يفتقر إلى أدلة كافية. وقد كتب الشاعر الحاخام شموئيل بن يروبي حوشعنا بيوطًا في تلك الفترة يشير إلى مرسوم أثر على يهود المنطقة: "وقُطع أبناء غزة، ونُفيت جماعة ساحاتها". وتدعم لفظة "الساحات" وجود مستوطنة يهودية حول غزة. غير أن هناك نسخة موازية تقول: "ونُفيت جماعة الحتسيريم"، و"حتسيريم" مصطلح عبري قديم يشير إلى رفح، مما يشير إلى أن الشاعر ربما كان يشير إلى يهود رفح لا إلى وجود جماعة يهودية حول غزة، وهو ما يثير شكوكًا حول وجودهم.
في عام 1077، استولى أَتْسِز بن أُوَق، أثناء قمعه لثورة ضد السلاجقة، على غزة ودمّر المدينة بالكامل. ولم يُعاد توطين السكان إلا بعد جيلين. ولا يذكر الرحالة اليهود الذين زاروا فلسطين في تلك الفترة، مثل بنيامين التطيلي وبتاحيا الرغنسبرغي، أي شيء عن غزة. حتى يهودا الحريزي، الذي مرّ عبر غزة عام 1218 في طريقه من مصر إلى القدس، لم يذكر وجود يهود فيها.

## الفترات المملوكية
مع الحروب الصليبية وتأسيس مملكة بيت المقدس في أوائل القرن الثاني عشر، فرّ سكان غزة من مدينتهم، وتم تسليمها إلى فرسان الهيكل الذين أعادوا توطينها. ولا توجد معلومات عن وجود يهود في المدينة خلال تلك الفترة، مما يدفع للاعتقاد بأن مصيرهم كان مشابهًا لمصير باقي السكان المسلمين. وقد اختفى الوجود اليهودي في غزة خلال هذه الفترة، ولم يظهر مجددًا إلا في عهد الدولة المملوكية.[بحاجة لمصدر]
في القرن الثالث عشر، أشار الحاخام أبراهام أبو العافيا إلى "شرح للتوراة ألّفه الحاخام صدقة هاليفي من مدينة غزة". غير أن الباحثين يختلفون حول ما إذا كانت هذه الإشارة تدل على وجود مجتمع يهودي في المدينة في ذلك الوقت.
ومع الفتح المملوكي، عاد اليهود إلى غزة، وظهرت فيها جماعة يهودية مزدهرة. في عام 1384، أبلغ الرحالة الإيطالي المسيحي "غوتي" عن وجود مجتمع يهودي في غزة، ولاحظ أن اليهود كانوا يعملون في صناعة النبيذ، قائلاً: "ونبيذهم جيد". أما الرحالة المسيحي "دي أنجيلي"، الذي زار المدينة عام 1395، فقد وصف تقسيم المدينة إلى أحياء أو شوارع، مع تخصيص شارع لليهود وآخر للسامريين، وهكذا. ولتمييز سكان المدينة بحسب دياناتهم، كان يُطلب من السكان ارتداء أغطية رأس بألوان مختلفة: كان المسلمون يرتدون عمائم بيضاء، والمسيحيون عمائم زرقاء، والسامريون عمائم بيضاء تميل إلى الحمرة، واليهود أغطية رأس صفراء.[بحاجة لمصدر]
وحول عام 1432، أورد الجاسوس برتراندون دو لا بروكيير من بورغوندي مشاهدته ليهود صقليين في غزة. وعلى الرغم من أن هذه الإشارة وحدها لا تؤكد وجودًا يهوديًا دائمًا في المدينة في أوائل القرن الخامس عشر، إلا أن إشارات لاحقة في النصف الثاني من القرن توحي بوجود مستمر للجالية اليهودية.[بحاجة لمصدر]
ووصف الرحالة اليهودي من فلورنسا سليمان مولخو غزة في عام 1481 خلال رحلته إلى الأرض المقدسة، مشيرًا إلى أنها مدينة مزدهرة ذات أراضٍ خصبة وماشية وخبز ونبيذ يُنتج من قبل اليهود. وأفاد بأن عدد السكان كبير، من بينهم حوالي 70 عائلة يهودية وأربع عائلات سامرية. ووفقًا لروايته، سكن اليهود في القسم العلوي من المدينة، المعروف باسم "اليهوديكا" (الحي اليهودي)، حيث يقع بيت دليلة المرتبط بأسطورة شمشون. كما لاحظ وجود فناء واسع، يبدو مدمَّرًا، واعتبره ذا أهمية حتى في زمانه.
أما مشولام من فولتيرا (1481)، فقد ذكر وجود 60 عائلة يهودية ربانية وأربع سامرية، وأشار إلى أن اليهود كانوا مسؤولين عن زراعة العنب وإنتاج النبيذ في المنطقة. وذكر عوبديا من برتينورو (1488) وجود 70 عائلة يهودية ربانية وعائلتين سامريتين، وأشار إلى وجود الحاخام موسى البراجي في غزة، والذي انتقل إليها من القدس.